# Јерменија на Светском првенству у атлетици у дворани 2012.
Јерменија је учествовала на Светском првенству у атлетици у дворани 2012. одржаном у Истанбулу од 9. до 11. марта једанаести пут. Репрезентацију Јерменије представљала су два такмичара (1 мушкарац и 1 жена), који су се такмичили у две дисциплине.
Јерменија није освојила ниједну медаљу али је Ашот Хајрапетијан остварио лични рекорд.

## Учесници
| Мушкарци: - Ашот Хајрапетијан — 800 м | Жене: - Амалија Шаројан — 400 м |  |

## Резултати

### Мушкарци
| Атлетичар         | Дисциплина | Лични рекорд | Квалификације | Квалификације | Полуфинале           | Полуфинале           | Финале               | Финале  | Детаљи |
| Атлетичар         | Дисциплина | Лични рекорд | Резултат      | Место         | Резултат             | Место                | Резултат             | Место   | Детаљи |
| ----------------- | ---------- | ------------ | ------------- | ------------- | -------------------- | -------------------- | -------------------- | ------- | ------ |
| Ашот Хајрапетијан | 800 м      |              | 1:58,21 ЛР    | 5. груп. 5    | Није се квалификовао | Није се квалификовао | Није се квалификовао | 31 / 32 |        |

### Жене
| Атлетичарка     | Дисциплина | Лични рекорд | Квалификације | Квалификације | Полуфинале            | Полуфинале            | Финале                | Финале       | Детаљи |
| Атлетичарка     | Дисциплина | Лични рекорд | Резултат      | Место         | Резултат              | Место                 | Резултат              | Место        | Детаљи |
| --------------- | ---------- | ------------ | ------------- | ------------- | --------------------- | --------------------- | --------------------- | ------------ | ------ |
| Амалија Шаројан | 400 м      | 54,85 НР     | 56,41         | 4. у гр. 2    | Није се квалификовала | Није се квалификовала | Није се квалификовала | 21 / 30 (32) |        |